# Samaritan's Purse
Samaritan's Purse (укр. "Самарітенз Перс", або "Сумка самарянина") — це євангельська християнська гуманітарна організація, яка надає допомогу людям, які постраждали від війни, бідності, стихійних лих, хвороб і голоду. 
Організація була заснована у 1970 році. Президентом організації є Франклін Грем, син відомого християнського євангеліста Біллі Грема .
Назва організації походить від новозавітної притчі про доброго самарянина. Центральний офіс знаходиться в Буні, Північна Кароліна, а складські та авіаційні приміщення - в сусідніх Норт-Вілксборо та Грінсборо, Північна Кароліна.
Згідно з рейтингом Forbes, входить до 100 найбільших благодійних організацій США за доходом — знаходилася на 10-ій сходинці у 2023 році ($1258 млн приватних пожертвувань).

## Історія
Організація Samaritan's Purse була заснована у 1970 році баптистським пастором Робертом Пірсом (Бобом), засновником World Vision International, у місті Бун, штат Північна Кароліна . 
Франклін Грем познайомився з Пірсом у 1973 році, і вони здійснили кілька поїздок разом, відвідавши місця втілення проєктів та місіонерських партнерів в Азії та інших країнах. Грем став президентом Samaritan's Purse у 1979 році після смерті Пірса в 1978 році. 
До 2022 року Samaritan's Purse мала офіси в США, Австралії, Канаді, Німеччині, Ірландії, Японії, Гонконзі, Нідерландах та Великій Британії; організація надає допомогу більш ніж у 100 країнах світу.. Організаціє працює  Вона працює по всьому світу під назвою Samaritan's Purse, але Ippan Shadan Houjin Samaritan’s Purse у Японії.

## Програми
"Сумка самарянина" складається з кількох основних гілок: 
- Служіння в Північній Америці (NAM) реагують на надзвичайні ситуації в Північній Америці.
  - Операція «Зціли наших патріотів» (OHOP) забезпечує проживання та активний відпочинок на Алясці для поранених ветеранів та їхніх дружин.[10]
- Міжнародні проєкти (International Projects) реагують на надзвичайні ситуації по всьому світу
- Всесвітня медична місія (WWM), медичний підрозділ що був заснований в 1977 році братами доктором Річардом Фурманом і доктором Ловеллом Фурманом. Основна мета — дати можливість лікарям виконувати короткострокові завдання в переповнених місіонерських лікарнях.
- Проєкт «Дитяче серце» (CHP) забезпечує хірургію дітей, які народилися з вадами серця в країнах, де немає доступу до належного рівня медицини.
- Turn on the Tap – це кампанія, спрямована на забезпечення безпечної питної води в країнах, що розвиваються.

### Допомога Україні
Samaritan's Purse активізувала зусилля для допомоги Україні від самого початку російсько-українського війни у 2022 році. Перші співробітники місії приїхали в Україну в лютому 2022 року. З того часу організація завезла до країни значну кількість допомоги: ліків та медичного обладнання, продуктів харчування, обладнання для фільтрування води, ковдр, брезенту та інструментів для ремонту будинків. Усього на початковому етапі війни літаком DC-8 було перевезено допомоги вагою до 84 тис. фунтів, яка далі через Польщу була доставлена в Україну. Для надання допомоги використовувався склад організації в Норт-Вілксборо (Північна Кароліна). До грудня 2022 року організація роздала 100 млн фунтів (45 тис. метричних тон) їжі для постраждалих від війни в Україні.
Літак організації також використовувався для евакуації українських біженців. У травні 2022 року було доставлено 28 українців до Канади.
У червні 2022 року було зареєстровано український підрозділ організації як Благодійну організацію "Благодійний фонд "Самарітенз Перс Україна".
За попередніми оцінками, у 2022 році приблизно 5,5 мільйонів українців отримали допомогу від Samaritan's Purse у вигляді продуктів, питної води, ліків та інших речей першої необхідності, зокрема — завдяки співпраці з гуманітарним хабом Доброго ранку, ми з Маріуполя!
Крім того, організація розмістила кілька медичних закладів (польовий госпіталь та кілька амбулаторій), через які сумарно допомогу отримали майже 18 000 пацієнтів. Зокрема весною 2022 року було створено амбулаторію для внутрішньо переміщених осіб у Кропивницькому. Розгортання польового шпиталю екстренної допомоги розпочалося 3 березня 2022 року. Госпіталь розташовувався на підземному паркінгу торговельного центру в Львові. 
У вересні 2022 року повідомлялося, що організація підтримувала 30 медичних закладів по всій території України. За даними МОЗ України, у польових шпиталях, розгорнутих за підтримки Samaritan's Purse, було надано понад 33,7 тисячі амбулаторних консультацій та проведено понад 260 хірургічних операцій (станом на березень 2023 року). Також в Україну було доставлено 253 метричні тони медичних матеріалів для 164 медичних закладів.
За даними українського уряду, Samaritan's Purse працює в Україні від початку війни в 2014 році. Від початку повномасштабного вторгнення організацій через місцевих партнерів налагодила постачання їжі, води, теплих речей та медичної допомоги. Цією допомогою могли скористатися більше ніж 9,6 млн українців Організація налагодила співпрацію з 2 тисячами українських партнерів. У грудні 2022 року було передано генератори для лікарень Херсонської області, а також генератори для пунктів незламності регіону.
Для надання підтримки українцям  у березні 2023 року  Samaritan's Purse та її дочірня організація «Благодійний Фонд “Самарітенз Перс Україна”» підписали 5-сторонній меморандум про взаєморозуміння та співпрацю про співпрацю українськими урядовими структурами, зокрема Міністерством соціальної політики, Міністерством охорони здоров'я та Мінреінтеграції.
Станом на 2024 рік організація продовжує підтримувати людей у прифронтових зонах, активно надаючи допомогу людям, що постраждали від російського вторгнення .

## Фінанси
Фінансовий звіт організації за 2021 рік показав 758 мільйонів доларів грошових пожертв та ще 245 мільйонів доларів у вигляді пожертвуваних товарів і послуг. 85% з 676 мільйонів доларів витрат пішло на потреби виконання місій організації. Найбільша частка (42%) спрямована на проєкт «Різдвяна дитина», 17% – на екстрену допомогу, а 7% – на медичні місії. Більшість витрат пов'язані з прямими витратами на надання екстреної та медичної допомоги, а також з проєктом «Різдвяна дитина» (57%) разом із заробітною платою співробітників та іншими витратами на персонал (20%).
Організація отримала 4-зірковий рейтинг (з 4 можливих) від  організації Charity Navigator.
У 2020 році організація «Сумка Самарянина» відмовилася від федерального фінансування від адміністрації Трампа, яке першопочаткова мали бути призначені для Всесвітньої організації охорони здоров’я.

## Інфраструктурні об'єкти та авіаційний флот

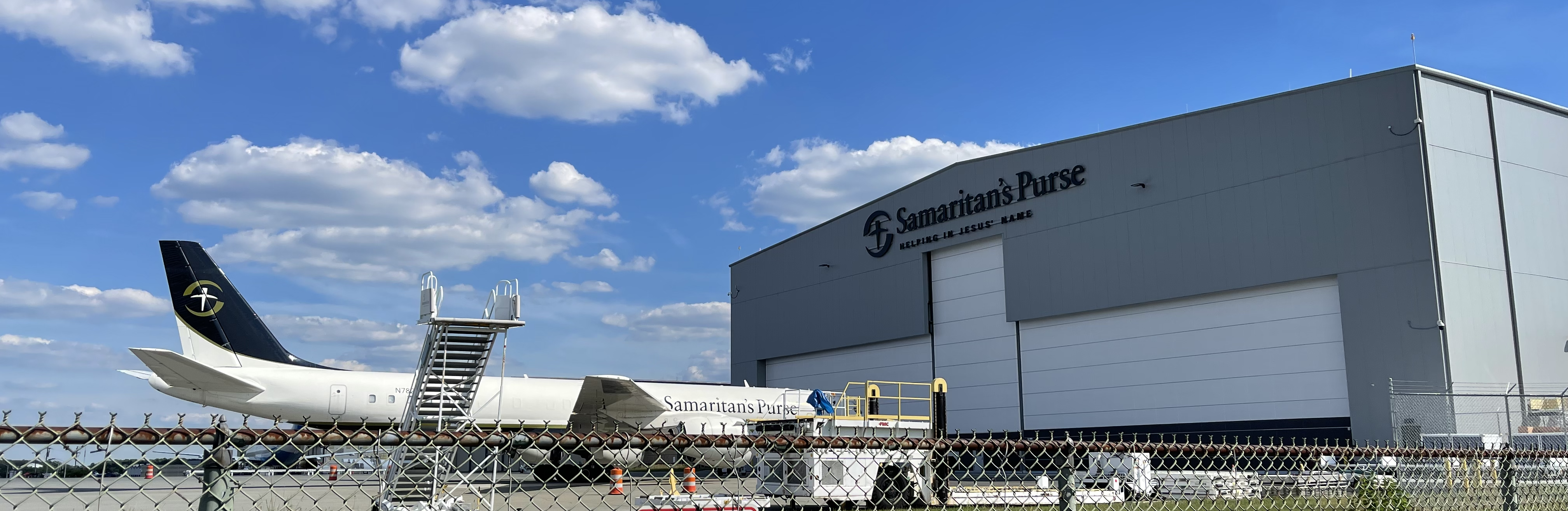
Об'єкти Samaritan's Purse в міжнародному аеропорту Piedmont Triad у Грінсборо, Північна Кароліна

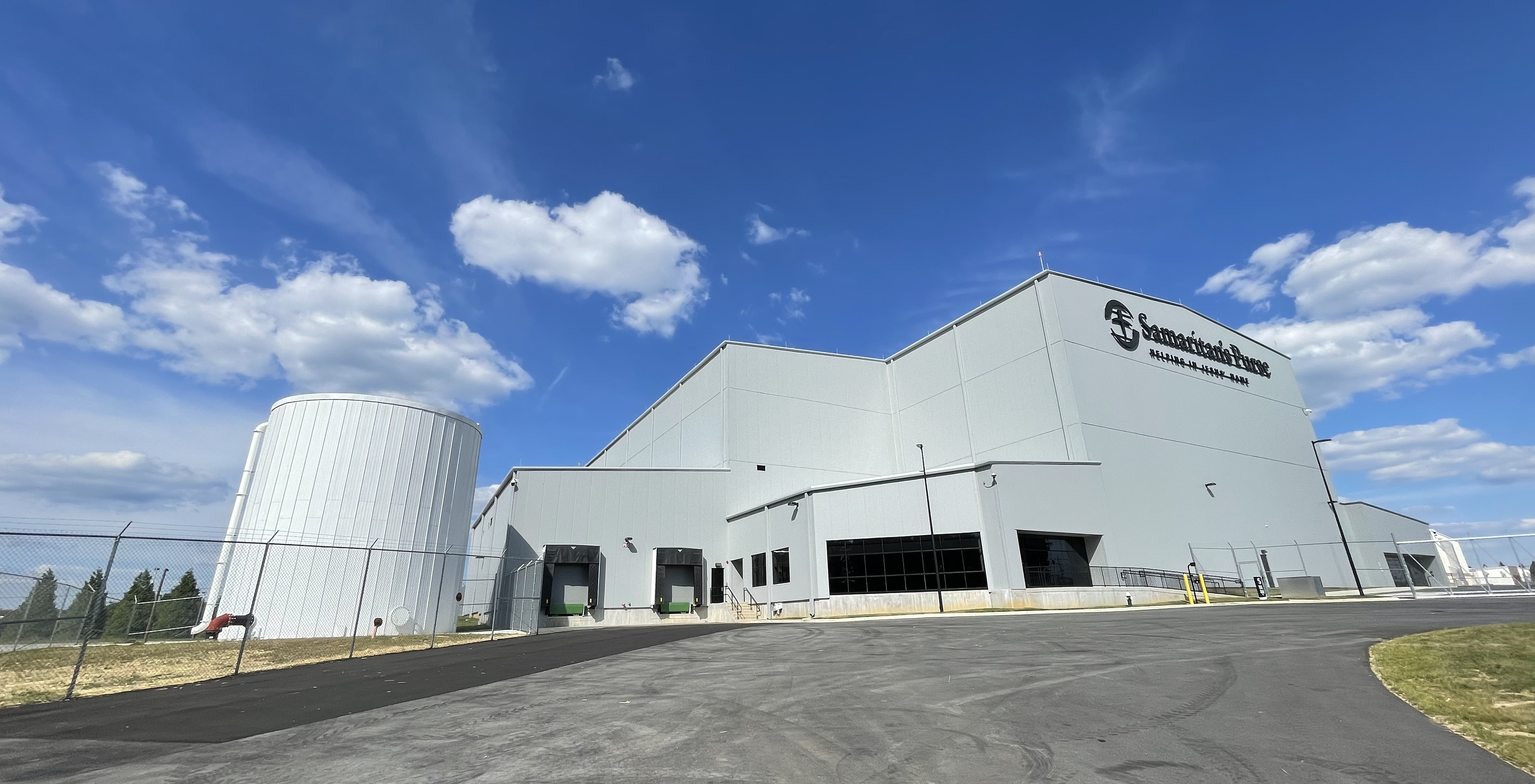
Об'єкти Samaritan's Purse включають в себе обслуговування, вантажні приміщення та зберігання пального

Окрім бази в Буні (штат Північна Кароліна), організація також підтримує склади та адміністративні приміщення в Норт-Вілксборо (Північна Кароліна), включаючи колишній завод з розливу площею 202 тис. квадратних футів (18,8 тис. кв.м.)  та новозбудоване приміщення площею 47 тис. квадратних футів (4,4 тис. кв. м.), де розташовані п’ять її спеціальних вантажівок, що використовуються для доставки гуманітарних вантажів. На складні працевлаштовано майже 400 осіб, які займаються закупівлею, ремонтом та підтримкою обладнання для гуманітарної допомоги.
Організація також експлуатує флот з 23 пасажирських, вантажних та виконавчих літаків, розміщених по всьому світу, зареєстрованих на ім'я організації та на Emmanuel Group, холдингову компанію.
Власний флот зосереджений на об'єктах обслуговування в міжнародному аеропорті Piedmont Triad International Airport, а також на додаткових ангарних приміщеннях в аеропорті Wilkes County Airport. У 2019 році штат Північна Кароліна побудував рульову доріжку вартістю 1,5 мільйона доларів для обслуговування другого ангара організації в цьому аеропорту, який тоді будувався. Літальні апарати виконують гуманітарні місії та перевозять керівництво. У Грінсборо (Північна Кароліна) розташований "центр авіаційного реагування" Samaritan's Purse, де розташовуються власні літаки організації, авіаційний та допоміжний персонал. До авіаційного парку організації належать:
- Douglas DC-8-72-CF: налаштований на перевезення до 32 пасажирів та 10 вантажних палет. Літак був побудований у 1968 році і почав експлуатуватися компанією Finnair, потім Повітряно-космічніми силами Франції починаючи з 1985 року, а потім чартерною авіакомпанією Air Transport International, перш ніж був зареєстрований у Samaritan's Purse у 2015 році. Донедавна літак здійснював місії в середньому один раз на місяць[33][34][35].
- Douglas DC-3 зареєстрований як N467SP у 2010 році, базується в Кенії[36].
- Boeing 757-200, модифікований як вантажний літак. Побудований у 1985 році, почав експлуатуватися як пасажирський літак з Eastern Airlines, а потім кількома британськими та ісландськими авіакомпаніями. Перетворений на вантажний літак у 2006 році, після чого здійснював рейси для DHL та інших авіакомпаній, перш ніж був зареєстрований як N783SP у 2022 році.
- Beech Super King B200 турбовинтовий літак зареєстрований як N874SP у 2010 році.
- Beech Super King B300 турбовинтовий літак зареєстрований як N841KA у 2020 році.
- Два CASA 212-CC вантажних літаки, призначених для зльоту та посадки з коротких злітно-посадкових смуг. Зареєстровані як N831SP та N499SP у 2010 році.
- П'ять літаків Cessna 208 на дев'ять пасажирів.
- Cessna 172 Skyhawk і Cessna 182E Skylane - двомісний літак.
- Cessna A185F - шестимісний літак, спочатку розроблений для сільськогосподарського використання.
- Один de Havilland Canada DHC-3 Otter та два [[Quest Kodiak|Quest Kodiak 100 турбопроп] літаки для перевезення на Алясці, зокрема до відпочинкового центру організації в Порт-Елсворті (Аляска)[37].
- Bell 206-L4 гелікоптер зареєстрований на Samaritan's Purse у 2016 році як N146SP[38].
- Gulfstream G550 19-пасажирський виконавчий літак, зареєстрований як N521GV на Emmanuel Group.
- Dassault Falcon 50 9-пасажирський виконавчий літак, зареєстрований як N50FJ на Emmanuel Group.
- Dassault Falcon 900EX 13-пасажирський виконавчий літак, зареєстрований як N900FJ на Emmanuel Group.

Раніше до флоту організації також входили Mitsubishi MU 2, придбаний в середині 1990-х років, та Learjet 45, придбаний у 2020 році та проданий у 2021 році.
Організація також подарувала два літки Beechcraft King Air B200 у 2011 році для подібної організації в Мікронезії.